# Štefan Komodický
Štefan Komodický – słowacki poeta, i żołnierz, walczył w wojnie przeciw Imperium Osmańskiemu, jest prawdopodobnie autorem antytureckiej i antyhabsburskiej pieśni O Jágri a některých vítězích, ktorej text sa zachoval v rukopisnom Kancionále Daniela Kušku a v odpise v rukopisnom Zborníku Imricha Laučeka.